# Ion Radu Zilișteanu
Ion Radu Zilișteanu (n. 28 octombrie 1958, București, România) este doctor în economie, inginer, matematician și om de afaceri român.

## Biografie
Ion Radu Zilișteanu s-a născut la data de 28 octombrie 1958, în București. După finalizarea studiilor medii la Liceul “Nicolae Bălcescu” din București, actualmente Colegiul Național „Sfântul Sava” din București, a absolvit Facultatea de Transporturi din Institutul Politehnic din București (1983, ca șef de promoție) și Facultatea de matematică și informatică din Universitatea din București (1991). Este doctor în economie la Academia de Studii Economice din București (2010) și a fost profesor asociat la aceeași universitate (2011-2015).
A participat la revoluția română din 1989. În anul 1990, devine membru în Consiliul Provizoriu de Uniune Națională (CPUN), în calitate de vicepreședinte al Partidului Național Democrat, partid format în majoritate din participanți activi la revoluție. În cadrul CPUN, a îndeplinit funcția de vicepreședinte al Comisiei pentru Muncă și Protecție Socială. După destrămarea Grupării Democratice de Centru, din care făcea parte Partidul Național Democrat, în urma alegerilor din 20 mai 1990, devine consilier politic la Partidul Național Liberal - Aripa Tânără, până în anul 1991.
În anul 1991, intră în afaceri, iar din 1992 activează pe piața imobiliară. În anul 1995, devine primul președinte al Asociației Române a Agențiilor Imobiliare, funcție pe care o deține până în anul 1999. În anul 2000, odată cu înființarea Uniunii Naționale a Agenților Imobiliari, prin OG 3/2000, devine președinte al filialei București, până în anul 2003, când organizația este desființată, ca urmare a unei hotărâri a Curții Constituționale a României și a conflictelor interne.
În calitate de analist imobiliar, contestat uneori, a publicat numeroase articole pe teme imobiliare și a fost prezent în presa scrisă și vorbită.
Este expert contabil judiciar, membru al Corpului Experților Contabili și Contabililor Autorizați din România, și evaluator autorizat, membru al Asociației Naționale a Evaluatorilor Autorizați din România. 
A publicat articole științifice pe teme economice.